# 雪浦乡
雪浦乡，是中华人民共和国贵州省黔西南布依族苗族自治州普安县一个已撤销的乡级行政区，2015年1月23日，贵州省人民政府批复同意普安县乡镇行政区划调整，撤销雪浦乡，将其所辖行政区域划归青山镇。